# مرکز خرید پالادیوم
مرکز خرید پالادیوم یا پالادیوم مال مرکز خریدی واقع در زعفرانیه تهران است که فاز نخست آن در ۲۵ شهریور سال ۱۳۹۰ و فاز دوم آن در سال ۱۳۹۵ بازگشایی شده است. مرکز خرید پالادیوم توسط پدرام امن زاده طراحی شده است. مالک آن حسن رفتاری است. این مرکز خرید داری ۳۰ طبقه واحد تجاری، اداری و تفریحی می‌باشد که در دو ساختمان قرار گرفته‌اند. از این طبقات ۵ طبقه تجاری، ۶ طبقه تفریحی و رستوران‌ها و ۸ طبقه اداری می‌باشند. زیر بنای پالادیوم ۱۰۰٬۰۰۰ متر مربع است که ۲۲٬۰۰۰ متر مربع آن تجاری و ۱۵٬۰۰۰ متر مربع آن اداری می‌باشد و داری ۱۰۰۰ پارکینگ در ۶ طبقه است. مرکز خرید پالادیوم داری ۱۵۰ باب اداری و ۱۵۰ باب تجاری است که شامل ۱۲۰ فروشگاه، ۲۵ رستوران و ۵ کافی شاپ است. در طراحی آن از المان‌های معماری مدرن استفاه شده است.

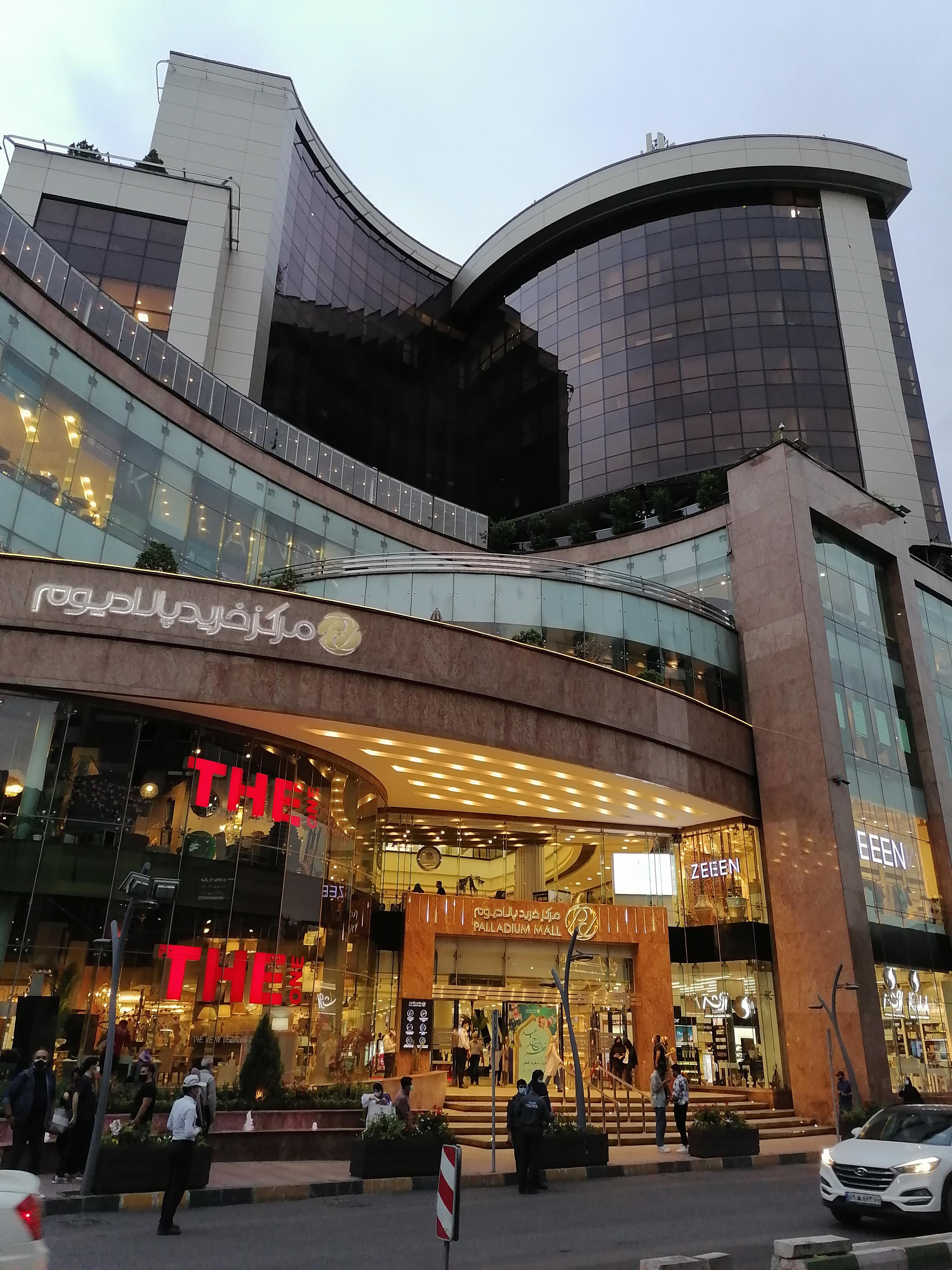
نمای بیرونی مرکز خرید پالادیوم

مرکز خرید پالادیوم داری فروشگاه های پوشاک، لوازم جانبی و بدلیجات، طلا و جواهر، لوازم تزیینی، لوازم خانگی، صنایع دستی، فرش، پرده، کتابفروشی و سوپرمارکت است. پالادیوم دارای سه تالار خوراک در طبقه های همکف، دوم و سوم می باشد. در طبقه های همکف و دوم فست فود ها، کافی شاپ ها و شیرینی فروشی ها قرار دارند و در طبقه سوم رستوران های ایرانی و بین اللملی قرار گرفته اند.
در طبقه ششم پالادیوم سالن بدن‌سازی، استخر، سونا و جکوزی قرار دارد، همچنین در این طبقه اتاق ماساژ نیز موجود است. پالادیوم دارای مرکز نگهداری از حیوانات خانگی نیز هست. در طبقه سوم ساختمان بر جنوبی پالادیوم شهربازی «فان تایم پالادیوم» قرار دارد. «آموزشگاه موسیقی پارس» در طبقه ششم ساختمان بر شمالی این مرکز خرید واقع شده است.

## بیشتر بخوانید
- فهرست مراکز خرید در ایران

## پیوست
1. ↑  aplmd (۲۰۲۴-۰۹-۱۵). «تولد 10 سالگی مرکز خرید پالادیوم». وبگاه مرکز خرید پالادیوم. دریافت‌شده در ۲۰۲۴-۱۰-۲۳.
2. 1 2 3  «فیلم مستند پالادیوم (مصاحبه با مهندس حسن رفتاری)». آپارات. دریافت‌شده در ۲۰۲۴-۱۰-۲۴.
3. 1 2  «معرفی مجتمع تجاری پالادیوم - بخش نخست». TV Sakhteman. ۱۴۰۲-۱۲-۱۹. دریافت‌شده در ۲۰۲۴-۱۰-۲۴.
4. 1 2 3  «جزئیات مرکز خرید پالادیوم». وبگاه گروه مهندسی آرک. دریافت‌شده در ۲۰۲۴-۱۰-۲۴.
5. ↑  «ستاد خیرین حامی دانشگاه صنعتی امیرکبیر». وبگاه ستاد خیرین دانشگاه صنعتی امیرکبیر. دریافت‌شده در ۲۰۲۴-۱۰-۲۴.
6. 1 2 3  «اطلاعات معماری مرکز خرید پالادیوم». دانشنامه هنر معماری. دریافت‌شده در ۲۰۲۴-۱۰-۲۴.
7. ↑  پالادیوم. «درباره پالادیوم و مساحت آن». مرکز خرید پالادیوم. دریافت‌شده در ۲۰۲۵-۰۷-۲۰.
8. ↑  «مرکز خرید پالادیوم | مراکز خرید تهران | سایت مراکز خرید ایران». www.shoppingcenters.ir. دریافت‌شده در ۲۰۲۵-۰۷-۲۰.
9. ↑  Mall، Palladium (۲۰۲۲-۰۴-۰۱). «پارکینگ مرکز خرید». وبگاه رسمی مرکز خرید پالاديوم. دریافت‌شده در ۲۰۲۴-۱۰-۲۴.
10. 1 2  «معرفی مجتمع تجاری پالادیوم بخش دوم». TV Sakhteman. ۱۴۰۲-۱۲-۱۹. دریافت‌شده در ۲۰۲۴-۱۰-۲۴.
11. 1 2 3  «همه‌چیز را دربارهٔ مرکز خرید پالادیوم اینجا بخوانید». alibaba. ۲۰۲۰. دریافت‌شده در ۲۰۲۴-۱۰-۲۴.
12. ↑  "Palladium Mall On Top Ten Tehran". toptenteh (به انگلیسی). 2020. Retrieved 2024-10-24.
13. 1 2  «مرکز خرید پالادیوم از باشگاه ورزشی تا هایپرمارکت». سفرمارکت. دریافت‌شده در ۲۰۲۴-۱۰-۲۴.
14. ↑  «فهرست رستوران، کافی شاپ و فودکورت های پالادیوم». وبگاه رسمی مرکز خرید پالاديوم. دریافت‌شده در ۲۰۲۴-۱۰-۲۴.
15. ↑  «کلوپ ورزشی در پالادیوم». وبگاه رسمی مرکز خرید پالاديوم. دریافت‌شده در ۲۰۲۴-۱۰-۲۴.
16. 1 2  «فهرست فروشگاه های مرکز خرید پالاديوم». وبگاه رسمی مرکز خرید پالاديوم. دریافت‌شده در ۲۰۲۴-۱۰-۲۴.
17. ↑  "About Palladium Shopping Center". www.irantalent.com (به انگلیسی). Retrieved 2024-10-24.
18. ↑  «Palladium Shopping Center in Tehran | A Complete Guide». Tehranoffers (به انگلیسی). ۲۰۲۳-۰۳-۰۹. دریافت‌شده در ۲۰۲۴-۱۰-۲۴.